# 현산중학교 (경기)
현산중학교(峴山中學校)는 경기도 고양시 일산서구 일산동에 있는 공립 중학교이다.

## 학교 연혁
- 2003년 1월 13일 : 학교시설 설립 인가
- 2004년 3월 1일 : 초대 경도호 교장 취임
- 2004년 3월 3일 : 제1회 입학식(11학급 445명)
- 2007년 2월 14일 : 제1회 졸업식(459명)
- 2014년 3월 1일 : 제5대 이정림 교장 취임
- 2017년 1월 17일 : 체육관 참솔마루 준공
- 2019년 3월 1일 : 제6대 백성흠 교장 취임
- 2021년 1월 13일 : 제15회 졸업식(181명) 총 4,880명
- 2021년 3월 2일 : 제18회 입학(142명)

## 참고 자료
- 현산중학교 - 한국교육학술정보원 학교알리미